# PK-16

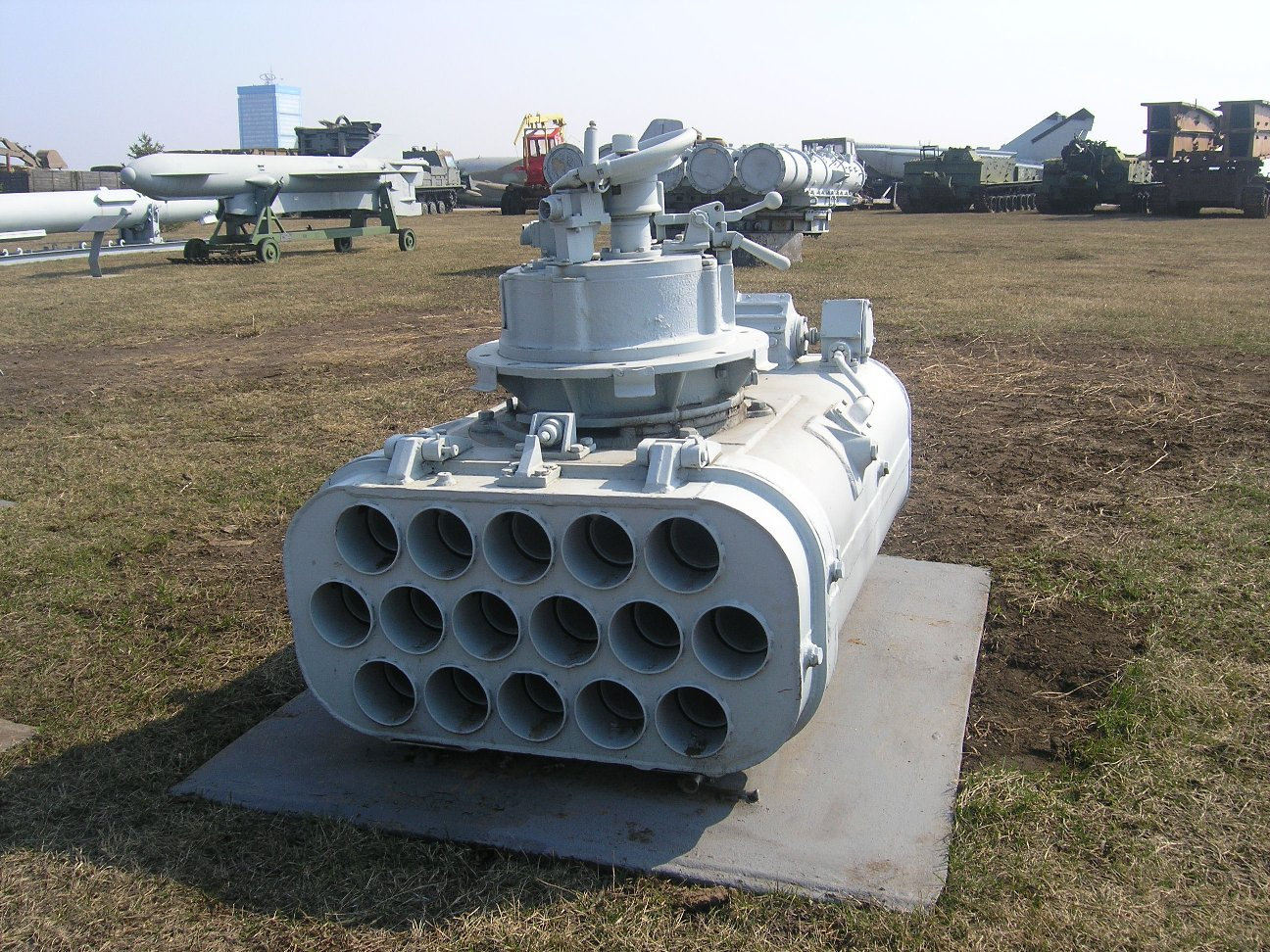
PK-16 (KL-101) im Technischen Museum Togliatti

Das System PK-16 ist ein russischer Täuschkörperwerfer.

## Beschreibung
Das System wurde ab 1971 zum Schutz von Schiffen entwickelt. Zwei unterschiedliche Täuschkörper können vom PK-16-Werfer verschossen werden. Ein Werfer enthält 16 Abschussrohre vom Kaliber 82 mm in einem rechteckigen Container, welcher manuell nachgeladen wird. Ein System besteht aus zwei Werfern und einer Bedienkonsole.
- Reichweite: 500–1800 m

## Geschosse
Es existieren zwei separate Täuschkörpertypen für radar- bzw. infrarot-/lasergelenkte Geschosse.
| Geschoss:             | TSP-60U    | TST-60U |
| --------------------- | ---------- | ------- |
| Kaliber               | 82 mm      | 82 mm   |
| Länge:                | 653 mm     |         |
| Reichweite:           | 500–1800 m |         |
| Gewicht Geschoss:     | 8,3 kg     | 8,15 kg |
| Gewicht Täuschkörper: | 1,85 kg    | 0,53 kg |
| Täuschkörper:         | Düppel     | IR      |

Die Geschosse werden vom „Institut für Angewandte Physik“ (russisch Институт прикладной физики) in Nowosibirsk entwickelt und hergestellt.

## Schiffe
Das System wird unter anderem auf folgenden Schiffsklassen verwendet:
- 11540 Neustraschimy-Klasse
- 1241.1 Tarantul-Klasse
- 1124M Grischa-V-Klasse
- 11661 Gepard-Klasse
- 206MR Matka-Klasse
- 1135 Kriwak-Klasse